# آکوتیخا
آکوتیخا (به لاتین: Akutikha) یک منطقهٔ مسکونی در روسیه است که در سرزمین آلتای واقع شده‌است.